# 티베트 고기압
티베트 고기압은 티베트에서 만들어지는 뜨거운 고기압이다. 이 고기압이 여름철 동쪽으로 이동해 북태평양 고기압과 합쳐지면 동아시아의 여름에 엄청난 폭염의 주 원인이 된다. 대표적인 사례로 2018년 동아시아 폭염이 있다. 그 해는 티베트 고기압이 과도하게 발달해 한국에서는 태풍은커녕 비구름조차 들어오지 못하게 했고, 유일한 희망인 장마마저도 빠른 속도로 밀어내는 바람에 엄청난 가뭄 피해를 주었다. 또한 이 고기압은 티베트 고원의 겨울철에 눈이 많이 올수록 덜 발달하기 때문에 동아시아의 여름이 얼마나 더울 것인지는 티베트 고원에 눈이 얼마나 오는가에 달려 있다.